# Pierre A. Riffard
Pierre A. Riffard é um filósofo francês e especialista do esoterismo. Nascido em Toulouse (França), é professor na Universidade Antilhas Francesas-Guiana Francesa, em pedagogia e filosofia.
Professor no estrangeiro ou além-mar: Ásia, Oceania, África, América do Sul

## Esoterismo
Para Pierre A. Riffard, o esoterismo seria "um ensinamento oculto, doutrina ou teoria, técnica ou procedimento, de expressão simbólica, de ordem metafísica, com uma intenção iniciática. O druidismo, o ‘Compagnonnage’ (associação de operários que visa a instrução profissional e a ajuda mútua - não confundir com companheirismo da Franco-maçonaria) e a alquimia, todos eles são esoterismos".
Pierre A. Riffard defendeu uma tese de 3º ciclo em filosofia sobre a fórmula grega Έν καì Πãν [“Um e Todo”] e, em seguida, uma tese de doutoramento sobre L'Idée d'ésotérisme [“A ideia de esoterismo”] (Paris 1 Sorbonne, 1987), depois de efectuar investigação sobre o ocultismo.
Autor de um Dictionnaire de l'ésotérisme (1983 : Dicionário do esoterismo, 1994), autoridade neste domínio, escreveu dois grandes volumes para a colecção “Bouquins” das edições Robert Laffont, um dos quais consagrado ao esoterismo em geral (L'ésotérisme. Qu'est-ce que l'ésotérisme ? , 1990 : O esoterismo. O que é o esoterismo? , 1996), o outro aos esoterismos não-ocidentais (Ésoterismes d'ailleurs [“Esoterismos de outro lado”], 1997). Riffard propõe nove invariantes para definir um esoterismoː
1. a disciplina do arcano (guardar o segredo). Evangelho: “Não deis aos cães o que é santo, nem lanceis aos porcos as vossas pérolas, para não acontecer que as calquem aos pés e, voltando-se, vos despedacem”;[3]
2. a impessoalidade do autor (marcar o aspecto sobrehumano da mensagem);
3. a oposição entre o esotérico e o exotérico (distinguir o iniciado do não-iniciado, o oculto do manifesto);
4. o sutil (admitir planos de realidade invisíveis, superiores: aura, corpo etéreo, influências astrais, ondas telúricas, anjo da guarda...);
5. as analogias e correspondências (colocar todas as partes do universo em ressonância: macrocosmo  e microcosmo, gengivas e dedos, sangue e seiva, cores e órgãos, animais e virtudes....);
6. o número formal (escolher a aritmética simbólica como chave por excelência: proporção áurea, ciclos cósmicos, cabala da guematria, métrica em poesia, ritmos na música...). Pitágoras : “Coisas são números.”;[4]
7. as ciências ocultas (pensar a interpretação espiritual dos textos, a leitura do “Livro da Natureza” ou “Registos akáshicos”, a teosofia, os estudos sobre a vida após a morte...);
8. as artes ocultas (utilizar alquimia, astrologia, adivinhação, magia, medicina oculta);
9. por fim e sobretudo, a iniciação (entrar em busca de aperfeiçoamento, de liberação espiritual pelos outros, por si, ou antes pelo EU).

Noutros termos, 
“Um esoterismo é um ensinamento que toma a forma de uma doutrina secreta ou de uma organização iniciática, de uma prática espiritual ou de uma arte oculta”.
Na forma, um esoterismo tem o seu segredo: a preterição (apophasis: “mencionar não mencionando”); pretende não dizer nada, contudo, desinteressadamente, revela (“não direi nada da natureza sagrada da sexualidade”: está dito); por exemplo, símbolos como a maçã ou a serpente enroscada são abundantes em indícios e chaves sobre a sexualidade, porém, parecem obscurecer o discurso ou a imagem.
Na sua base, o esoterismo também tem o seu segredo: a reversão; reverte as ideias ordinárias, revira os comportamentos banais, inverte as emoções comuns para voltar à origem; por exemplo, o kundalinî-yoga faz subir a energia sexual ao cérebro, o alquimista regressa à matéria primordial, quando tudo se torna possível e poderoso.
Quanto ao sentido, o esoterismo não tem segredo, apenas adopta um modo de vida, o qual privilegia o interior das coisas; por exemplo, no amor prefere um estado de consciência superior à fruição sexual, em alquimia prende-se à imagem solar do ouro em detrimento do seu valor comercial. “A abordagem de Riffard pode então ser caracterizada como universalista, religionista e trans-histórica” (“Riffard's approach may thus be characterized as universalist, religionistic, and trans-historical”) -Wouter J. Hanegraaff.

## Filosofia
Recentemente, Pierre A. Riffard publicou ensaios Les philosophes: vie intime [“Os filósofos: vida íntima”], 2004; Philosophie matin, midi et soir [“Filosofia manhã, tarde e noite”], 2006), na “Presses Universitaires de France”, consagrados ao modo de vida dos filósofos, de um ponto de vista psicológico e sociológico. Na obra Les philosophes: vie intime, chama a atenção sobre determinados traços humanos do filósofo, que geralmente passam em silêncio, de Thales  a Sartreː
1. uma desvantagem: ser mulher Numa lista oficial de 305 filósofos clássicos, encontramos apenas uma mulher (Hannah Arendt) em 1991;
2. uma ocasião: ser expatriado. Mais de 13% dos filósofos nasceram no estrangeiro, nas colónias. Mais de 54% dos filósofos viveram no estrangeiro. Aristóteles era imigrante da Macedônia;
3. uma vantagem: ser órfão. 68% dos grandes filósofos são órfãos aos cinco anos;
4. sem precocidade. Em média estatística, a primeira obra é publicada aos 27 anos, a obra-prima aos 42 anos. "Crítica da razão pura": Kant tem 57 anos;
5. a aceitação da língua dominante a nível cultural. É necessário fazer-se entender numa língua erudita. 23% dos grandes filósofos falaram latim (até 1889), 21% grego e francês, 13% inglês (esta língua torna-se dominante);
6. a recusa da religião ideologicamente dominante. Entramos na filosofia como na Máfia, através de um assassinato, o do Deus da época, das crenças do momento. 51% dos grandes filósofos são cristãos, 27% não têm religião, 19% são pagãos;
7. inaptidão para o amor A exaltação amorosa não entra num programa filosófico (excepto para Auguste Comte);
8. riscos de loucura. Um bom filósofo domina as suas loucuras: melancolia de Heráclito, maníaco-depressão de Auguste Comte, ansiedade de Hegel, paranóia de Jean-Jacques Rousseau, meningoencefalite sifilítica de Nietzsche;
9. sucessos sobre a doença. Muitos filósofos sofrem, mas ultrapassam a sua nefrite (Epicuro), os seus cálculos renais (Montaigne), a sua paralisia (Blaise Pascal, Feyerabend), a sua ambliopia (Demócrito, Plotino, Condillac, Cournot, Gonseth);
10. documentos de identidade obscuros. Os filósofos brincam muito com os nomes de autor, o anonimato, etc. Descartes e Kierkegaard caminham mascarados;
11. documentos profissionais confusos. 43,7% dos filósofos foram professores, os restantes religiosos (20,9%), políticos (9,3%), sem profissão (4,9%), médicos (4%), advogados ou juristas (3,1%), editores ou jornalistas (3,1%), nenhum ou quase nenhum artesão (Henry David Thoreau) ou camponês (Gustave Thibon) ou marinheiro (Michel Serres);
12. pés! Aristotélico = περιπατητικός, peripatético = caminhante. Nietzsche: “Só os pensamentos que surgem em movimento têm valor.”;[8]
13. uma cabeça, é claro (uma cabeça ou duas, ou três, se o filósofo muda de filosofia como Schelling, Wittgenstein, Carnap). Um grande filósofo evidencia-se no mundo por uma vasta memória semântica pessoal e uma obsessão metafísica universal.

“A filosofia é como um quebra-nozes. Algumas pessoas só conseguem entalar os dedos, os profissionais manuseiam-no em todos os sentidos, e em seguida - ainda assim - encontramos pessoas que o utilizam para abrir estas maravilhosas nozes que são os pensamentos. Filosofar, é bom; filosofar-se a si próprio, é melhor. Filosofar-se a si próprio sobre o quotidiano, sobre o banal, todos os dias, é o melhor.”
“A visão que Pierre Riffard tem do filósofo é a de um ser puxado por solicitações contrárias: análise e síntese, o singular e o universal, certeza e dúvida” (“La vision qu'a Pierre Riffard du philosophe est celle d'un être tiraillé par des sollicitations contraires : analyse et synthèse, le singulier et l'universel, certitude et doute”) - Thomas Régnier.

## Tanatologia
A ciência que estuda a morte é denominada tanatologia.
- “La mort selon Leibniz”, Paris: Thanatologie, n° 83-84, 1990. A morte segundo Leibniz.
- “Comment se pose rationnellement le problème de la vie après la mort”, Thanatologie, n° 87-88, novembre 1991. Vida após a morte.
- “La mort selon Steiner”, Thanatologie, n° 89-90, avril 1992. A morte segundo Rudolf Steiner.
- “La mort selon Platon”, Thanatologie, n° 97-98, avril 1994. A morte segundo Platão.
- “La mort selon Descartes”, Études sur la mort, Paris: Presses Universitaires de France (PUF), n° 114, 1998, p. 97-112. A morte segundo Descartes.
- 23 artigos in Philippe Di Folco (dir.), Dictionnaire de la mort, Paris: Larousse, coll. “In Extenso”, 2010. “Astrologia”, “doppelgänger”, “Epicuro”, “esoterismo”...
- "Les méthodes des grands phılosophes", Ovadia, coll. "Chemıns de pensée", 2012, 331 p.

## Obras traduzidas em língua portuguesa
- Dicionário do esoterismo (1983), Lisboa: Editorial Teorema, 1994, 405 pg.
- O Esoterismo. O que é esoterismo? Antologia do esoterismo ocidental (1990), São Paulo: Editora Mandarim, 1996, 858 pg.
- “Où l’ésotériste fait-il ses humanités ?”, in O Esoterismo e as humanidades, Lisboa: Edições Colibri, 2001.